# Louis Paulsen
Louis Paulsen (Gut Nassengrund, a prop de Blomberg, Principat de Lippe, 15 de gener de 1833 - 18 d'agost de 1891), fou un mestre d'escacs alemany. Era el germà petit del també jugador d'escacs Wilfried Paulsen.
Fou un dels millors jugadors del món durant la segona meitat del segle xix, i en particular, un dels cinc millors entre els 1860 i els 1870.

## Contribucions a la teoria dels escacs
Paulsen fou un dels primers jugadors a predicar la noció que un atac cal construir-lo a partir de bases posicionals. Va establir la idea que qualsevol atac, per brillant que sigui, fallarà contra la defensa correcta. Les seves idees foren aprofitades per Wilhelm Steinitz, qui va establir que l'atac i la defensa tenien un estatus semblant, i en particular, per Aron Nimzowitsch, qui va incloure en Paulsen entre els seus sis més grans "jugadors purament defensius".
Paul Morphy i Paulsen foren també dels primers mestres en el joc a la cega; eren capaços de jugar 10 partides a la cega al mateix temps sense cometre errades importants. El 1862 Paulsen va jugar contra Adolf Anderssen pel Campionat del món. El matx a vuit partides acabà empatat, i Anderssen va romandre com a Campió del món no oficial.
El 1870 fou cinquè al Torneig de Baden-Baden, considerat el més fort de la història fins al moment (el campió fou Adolf Anderssen). Fou cinquè també al gran Torneig de Viena 1873 (guanyat per Wilhelm Steinitz).
Paulsen va derrotar Anderssen en matxs el 1876 i el 1877.
Fou vuitè al gran Torneig d'escacs de Viena de 1882, el torneig més fort de la seva època (guanyat conjuntament per Winawer i Steinitz).